# La querida del Centauro
 (срп. Кентаурова драга) колумбијско-мексичко-америчка је теленовела, продукцијске куће Телемундо, снимана од 2015. до 2017.

## Синопсис
Јоланда је прелепа жена која је због отмице завршила у женском затвору. Док покушава да побегне одатле, хвата је Херардо, згодни детектив, који је последње године своје каријере посветио борби против нарко-кланова. Јоланда је пребачена у мушки затвор с максималним обезбеђењем, у којем казну издржава и 15 врло опасних жена. Најокрутнији злочинац иза решетака јесте Бенедиктино Гарсија, нарко-бос познат под надимком „Кентаур“ (Сентауро). Јоланда својим доласком изазива праву пометњу – мушкарци на челу с препотентним шефом страже Висентеом, обасипају је непристојним предлозима, док је затворенице посматрају испод ока.
Одличан изглед и јак карактер омогућавају Јоланди да постане Кентаурова миљеница, а тиме и некрунисана краљица озлоглашеног затвора. То јој је донело бројне привилегије, између осталог и могућност да једном недељно виђа своју ћерку Кристину, тинејџерку која живи са својом баком, Јоландином бескрупулозном мајком Мариелом. Како време пролази, Јоланда и Кентаур се све више зближавају – кад нису заједно, он јој по чуварима шаље писма у којима јој говори колико му недостаје.
Иако је одувек била неповерљива према мушкарцима, затвореница се заљубљује у нарко-боса. Међутим, све се мења кад једног дана сигурносни аларм унесе немир међу затворенике. Кентаур је побегао! Надлежни мисле да Јоланда зна где се он скрива и тад на сцену поново ступа Херардо, који јој нуди нагодбу: ако му помогне да ухвати Кентаура, обезбедиће јој слободу. Јоланда одлучује да пристане на Херардов предлог, али заправо се само претвара да сарађује – након бројних неуспеха и издаја, згодна затвореница мораће да донесе једну од најтежих и најважнијих одлука у животу…

## Сезоне
| Сезона | Сезона | Број епизода | Премијера сезоне | Крај сезоне    |
| ------ | ------ | ------------ | ---------------- | -------------- |
|        | 1      | 51           | 12. јануар 2016. | 23. март 2016. |
|        | 2      | 90           | 2. мај 2017.     | 24. јул 2017.  |

- Прва сезона
- Друга сезона

## Глумачка постава

### Главне улоге
| Глумац:              | Улога:                        |
| -------------------- | ----------------------------- |
| Лудвика Палета       | Јоланда Акоста                |
| Умберто Сурита       | Бенедиктино Суарез, „Кентаур“ |
| Мичел Браун          | Херардо Дуарте                |
| Алехандра де ла Мора | Хулија Пења                   |
| Ирене Азуела         | Тања Муњоз                    |
| Сандра Ечеверија     | Ана Веласко                   |

### Споредне улоге
| Глумац:              | Улога:                    |
| -------------------- | ------------------------- |
| Андреа Марти         | Бибијана Таборда          |
| Рикардо Поланко      | Рафаел Бјанћини           |
| Енок Леањо           | Паулино Атенсио, „Хирург” |
| Кармен Делгадо       | Доминга                   |
| Пабло Абитиа         | Висенте Гаридо            |
| Игнасио Гуадалупе    | комесар Мануел Салгадо    |
| Кармен Мадрид        | Марсела Акоста            |
| Ектор Холтен         | Отонијел Мориљо           |
| Аранца Руиз          | Кристина Акоста           |
| Бланко Тапија        | Марко Агилар              |
| Куаутли Хименез      | Игнасио Атенсио, „Начо”   |
| Андрес Монтијел      | Феликс Авила              |
| Хаиме дел Агила      | Луис, „Лучо”              |
| Ињаки Годој          | „Ел Гато”                 |
| Вадир Дербез         | Сесар Суарез              |
| Моника Дионе         | Летисија Солис            |
| Салвадор Амаја       | Исидро Гомез              |
| Орасио Гарсија Рохас | Лало Лопез                |
| Тисок Арохо          | Хавијер                   |
| Алехандро Касо       | Хулијан Лемус             |
| Оскар Толедано       | Николас Бајон             |
| Раул Виљегас         | Мигел Фернандез           |
| Хосе Рамон Берганза  | Рамон Луна                |